# Борисов, Анатолий Александрович (физик)
Анато́лий Алекса́ндрович Бори́сов (16 августа 1932, Ярославль — 17 июля 2018 года, Москва) — советский и российский учёный в области химической физики, доктор физико-математических наук, ведущий научный сотрудник Института химической физики имени Н. Н. Семёнова Российской академии наук.

## Биография
В 1950 году поступил на физико-технический факультет Московского университета. В 1951 году, в связи с реорганизацией факультета в МФТИ, был переведён в Московский механический институт (МИФИ). Окончил институт в 1956 году, дипломную работу выполнил под руководством С. М. Когарко. Кандидат наук (1963)
Доктор физико-математических наук
Преподавал в Московском механическом институте (МИФИ), профессор кафедры химической физики
Член редколлегии журнала «Химическая физика»

## Научные интересы
Фундаментальные результаты в области физики горения

## Награды
- Лауреат Государственной премии СССР за цикл работ «Волновая динамика газо-жидкостных систем» (1952—1982, в составе коллектива)
- Лауреат Государственной премии Российской Федерации за цикл работ «Инициирование и распространение волн детонации в открытом пространстве» (2002, с В. А. Левиным, Г. Г. Чёрным, С. М. Когарко, В. В. Марковым, А. А. Васильевым, В. П. Коробейниковым (посмертно), В. В. Митрофановым (посмертно)[5])
- Медаль Нюмы Мансона (1999)[6]